# 海野けい子 (薬学者)
海野 けい子（うんの けいこ、1953年9月 - ）は、日本の薬学者（ストレス生物学・老化生化学）。学位は、博士（薬学）（静岡県立大学・1994年）。静岡県立大学食品栄養科学部客員准教授・大学院食品栄養環境科学研究院附属茶学総合研究センター客員研究員。
静岡薬科大学薬学部助手、静岡県立大学薬学部准教授などを歴任した。

## 来歴

### 生い立ち
1953年9月に生まれた。静岡薬科大学に進学し、薬学部の薬学科にて学んだ。1976年3月に静岡薬科大学を卒業し、翌月よりそのまま静岡薬科大学にて薬学部の助手として勤務することとなる。なお、後年、静岡県立大学より博士（薬学）の学位が授与されている。論文の題は「重水素の生物学的同位体効果の解析 -重水中での培養により得られた重水素化藻類細胞を用いた検討」。

### 研究者として
1976年4月より静岡薬科大学に勤務していたが、静岡薬科大学は静岡女子大学や静岡女子短期大学と統合再編され、新たに静岡県立大学が発足することとなった。それに伴い、1987年4月より、新設された静岡県立大学の薬学部にて、引き続き助手を務めることとなった。2005年3月まで助手を務めたが、その間に他の教育機関の職も兼任しており、1996年6月から9月にかけて、アメリカ合衆国のシカゴ大学にてハワード・ヒューズ医学研究所研究員を兼任した。2005年4月、静岡県立大学の薬学部にて講師に昇任する。また、同月より東京都老人総合研究所の協力研究員を兼任した。なお、東京都老人総合研究所は東京都老人医療センターと統合再編され2009年4月に東京都健康長寿医療センターに改組されたが、そのまま2012年3月まで協力研究員を務めた。2007年4月、静岡県立大学の薬学部にて准教授に昇任した。また、静岡県立大学では大学院薬学研究科でも兼務で教鞭を執っていたが、薬学研究科は生活健康科学研究科と統合され2研究院1学府に再編された。それに伴い、大学院に新設された薬学研究院でも、引き続き准教授を兼務することになった。2014年8月からは、大学院の食品栄養環境科学研究院に設置された附属茶学総合研究センターの研究員を兼務することになった。また、2013年4月からは、東北大学加齢医学研究所にて共同研究員を兼任した。2019年3月31日、静岡県立大学の准教授を退任した。その後、静岡県立大学の客員准教授となった。なお、長年にわたり薬学部にて助手、講師、准教授を務めてきたが、客員准教授としては食品栄養科学部に所属している。大学院の食品栄養環境科学研究院においては、附属茶学総合研究センターの客員研究員を務めている。

## 研究
専門は薬学であるが、生物学や生化学にも関連の深いストレス生物学や老化生化学といった分野を研究している。具体的には、老化やストレスが生体機能に与える影響についての解析に取り組んでいる。また、脳の老化に抗う作用を持つ物質や、ストレスに抗う作用を持つ物質を探索し、その作用機序を解き明かす研究に取り組んでいる。また、加齢が肥満や糖尿病に与える影響についても研究を行っている。研究結果を纏めた論文については、『Physiology & Behavior』や『Free Radical Research』あるいは『Experimental Physiology』などでも発表している。学会活動としては、日本薬学会、日本生化学会、日本基礎老化学会、日本抗加齢医学会、臨床ストレス応答学会、老化促進モデルマウス研究協議会、国際細胞ストレス学界、などに所属している。日本基礎老化学会や日本抗加齢医学会では、それぞれ評議員を務めた。

## 略歴
- 1953年 - 誕生。
- 1976年 - 静岡薬科大学薬学部卒業。
- 1976年 - 静岡薬科大学薬学部助手。
- 1987年 - 静岡県立大学薬学部助手。
- 1996年 - シカゴ大学ハワード・ヒューズ医学研究所研究員。
- 2005年 - 静岡県立大学薬学部講師。
- 2005年 - 静岡県立大学大学院薬学研究科講師。
- 2005年 - 東京都老人総合研究所協力研究員。
- 2007年 - 静岡県立大学薬学部准教授。
- 2007年 - 静岡県立大学大学院薬学研究科准教授。
- 2012年 - 静岡県立大学大学院薬学研究院准教授。
- 2013年 - 東北大学加齢医学研究所共同研究員。
- 2014年 - 静岡県立大学大学院食品栄養環境科学研究院附属茶学総合研究センター研究員。
- 2019年 - 静岡県立大学食品栄養科学部客員准教授。
- 2019年 - 静岡県立大学大学院食品栄養環境科学研究院附属茶学総合研究センター客員研究員。

## 著作

### 執筆
- The senescence-accelerated mouse (SAM) -- an animal model of senescence, Yasuyuki Nomura, Toshio Takeda and Yasunobu Okuma (ed.), Elsevier, 2004. ISBN 0444514139
- Protective effects of tea on human health, Narender K. Jain, Maqsood Siddiqi and John Weisburger (ed.), CABI Publishing, 2006. ISBN 1845931122
- 伊勢村護監修『茶の効能と応用開発』シーエムシー出版、2006年。ISBN 4882315483

### 論文
- Sasaki T et al. "Age-related increase of superoxide generation in the brains of mammals and birds", Aging Cell, Vol.7, No.4, Wiley-Blackwell, Augst, 2008, pp.459-469. ISSN 1474-9718
- Unno K et al. "Daily ingestion of green tea catechins from adulthood suppressed brain dysfunction in aged mice", BioFactors, Vol.34, No.4, IOS Press, 2008, pp.263-271. ISSN 0951-6433
- Unno K et al. "Protection of brain and pancreas from high-fat diet: effects of catechin and caffeine", Physiology & Behavior, Vol.96, No.2, Elsevier Science, February 16, 2009, pp.262-269. ISSN 0031-9384
- 海野けい子「緑茶カテキンと脳の抗老化」『理大科学フォーラム』27巻6号、東京理科大学、2010年6月、20-25頁。ISSN 1346-1206
- Sasaki T et al. "Age-related increase of reactive oxygen generation in the brains of mammals and birds -- is reactive oxygen a signaling molecule to determine the aging process and life span?", Geriatrics & Gerontology International, Vol.10, No.1, Wiley-Blackwell, July, 2010, pp.10-24. ISSN 1444-1586
- Unno K et al. "Beta-cryptoxanthin, plentiful in Japanese mandarin orange, prevents age-related cognitive dysfunction and oxidative damage in senescence-accelerated mouse brain", Biological & Pharmaceutical Bulletin, Vol.34, No.3, Pharmaceutical Society of Japan, 2011, pp.311-317. ISSN 0918-6158
- Unno K et al. "Theanine intake improves the shortened lifespan, cognitive dysfunction and behavioural depression that are induced by chronic psychosocial stress in mice", Free Radical Research, Vol.45, No.8, Informa Healthcare, Augst, 2011, pp.966-974. ISSN 1071-5762
- 海野けい子「社会心理的ストレスによる老化の促進とテアニンの抗ストレス作用」『基礎老化研究』35巻4号、2011年11月10日、9-15頁。ISSN 0912-8921
- Unno K et al. "Active Component in Green Tea Catechins and Effective Intake Period for Prevention of Age-related Brain Dysfunction", Anti-Aging Medicine, Vol.8, No.6, Japanese Society of Anti-Aging Medicine, 2011, pp.75-81. ISSN 1882-2762
- 海野けい子「β-クリプトキサンチンによる老化予防」『Functional food――機能性食品の基礎から臨床へ』5巻3号、フジメディカル出版、2012年、217-221頁。ISSN 0912-8921
- Unno K et al. "Ingestion of theanine, an amino acid in tea, suppresses psychosocial stress in mice", Experimental Physiology, Vol.98, No.1, Wiley-Blackwell, January, 2013, pp.290-303. ISSN 0958-0670

## 関連人物
- 伊勢村護
- 武田厚司